# Melanophthalma minutula
Melanophthalma minutula es una especie de coleóptero de la familia Latridiidae.

## Distribución geográfica
Habita en Panamá.